# Allium suworowii

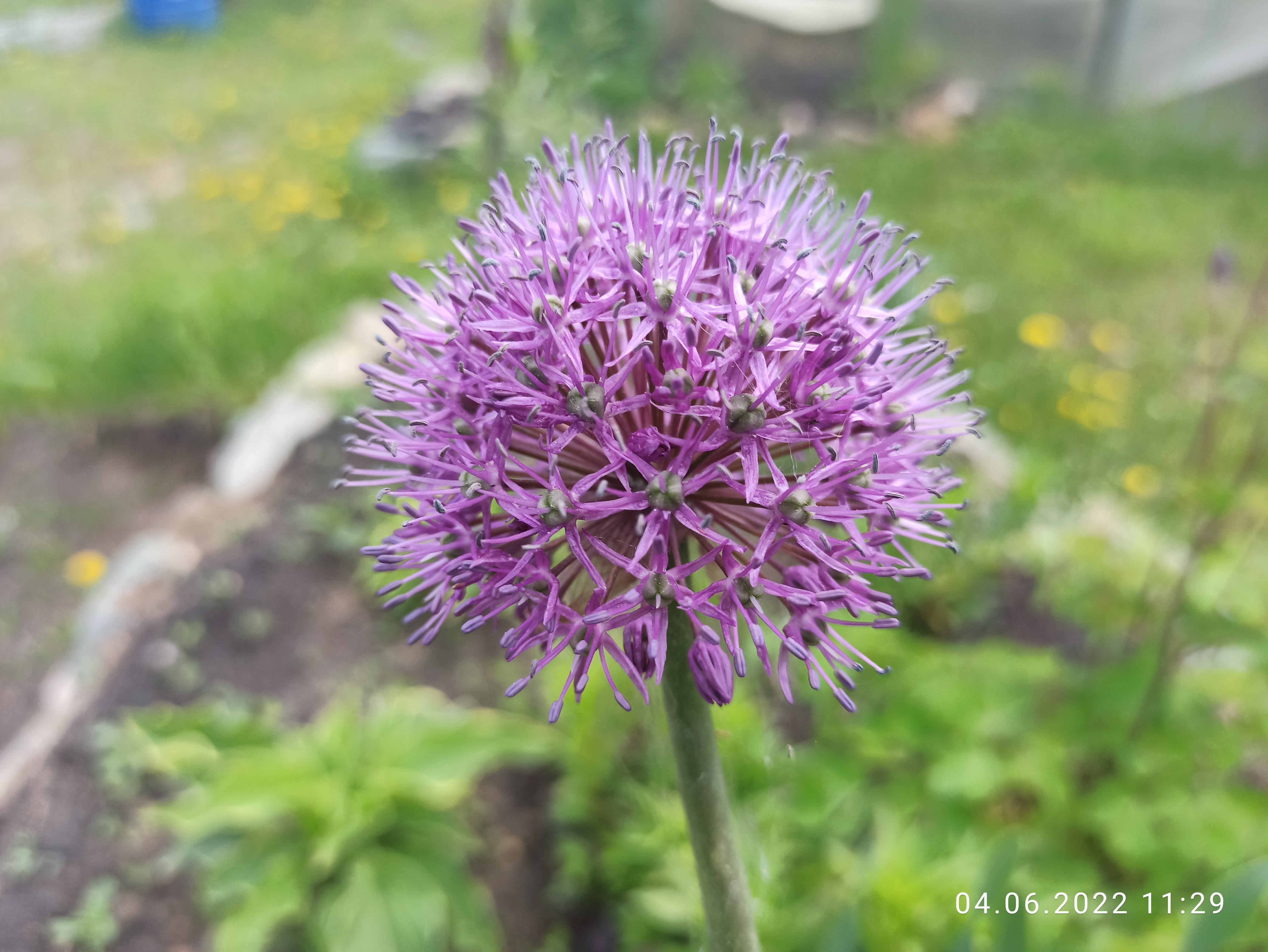
Allium suworowii

Allium suworowii là một loài thực vật có hoa trong họ Amaryllidaceae. Loài này được Regel mô tả khoa học đầu tiên năm 1881.

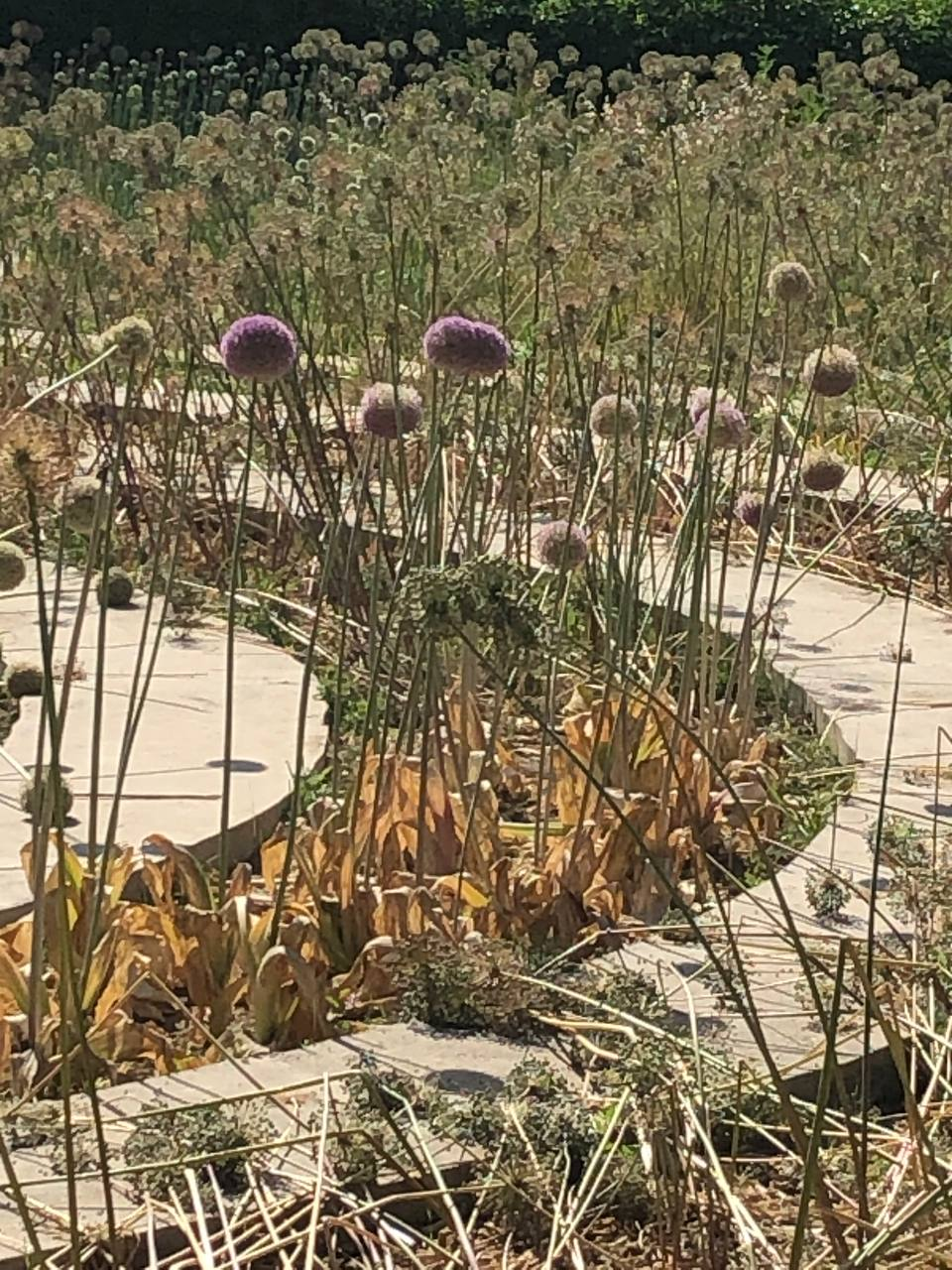
Allium suworowii